# Renault R30
La Renault R30 è un'automobile monoposto sportiva di Formula 1 costruita dalla casa automobilistica Renault, per partecipare al Campionato del Mondo 2010 di Formula 1. È stata presentata al Circuito Ricardo Tormo di Valencia il 31 gennaio 2010.

## Livrea e sponsor
Dopo la perdita della sponsorizzazione con il gruppo bancario olandese ING Group, la vettura torna alla storica livrea giallo-nera, utilizzata (con alcune varianti) dalla Renault in Formula 1 fino alla RE60 nella stagione 1985. I profili degli alettoni sono invece rossi, ospitando la sponsorizzazione della compagnia petrolifera Total. 
La vettura non ha mai presentato un title sponsor: nei test pre-stagionali la livrea si presentava anzi assai spoglia di marchi terzi: l'unico partenariato di un qualche rilievo era quello con la casa orologiaia olandese TW Steel, il cui logo campeggiava sul musetto e sopra le imboccature dei radiatori. A ridosso dell'inizio del campionato fu siglato un accordo biennale di collaborazione con l'industria informatica HP (il cui marchio apparve sulla pinna del cofano motore), mentre l'ingresso nel capitale sociale della scuderia del fondo d'investimento Genii Capital portò all'apposizione del relativo logo sui bracci delle sospensioni anteriori. La presenza del secondo pilota Petrov veicolò quindi il marchio Lada-Vaz, applicato ai lati della sezione frontale della macchina, mentre sui lati delle pance apparve il logo DIAC, società del gruppo Renault specializzata nel credito per l'acquisto di autoveicoli.
Nel corso della stagione fecero il loro ingresso anche i marchi Banka SNORAS (che sostituì DIAC), EFG International, TrinaSolar e MOVIT.

## Aspetti tecnici
Rispetto alla R29, si nota uno riordinamento della linea generale della vettura, con appendici più estese ed elaborate e una grafica più conforme alle concorrenti. Spicca l'ampia pinna che collega l'alettone posteriore con il cofano motore. Da notare come le prese d'aria abbiano forma triangolare e siano alte quanto le pance, con una scelta difforme da quella di molti concorrenti. Anche le prese d'aria dei freni hanno un disegno particolare, studiato per cercare d'incanalare l'aria sul deviatore di flusso laterale. Come per le altre scuderie, rispetto alla vettura del 2009 la R30
è stata modificata per accogliere un più capiente serbatoio, a causa del divieto di rifornimento in gara. La vettura è stata studiata per accogliere subito anche il doppio diffusore, introdotto nella scorsa stagione solo in corso d'opera.
Successivamente, dal Gran Premio d'Australia, la FIA impone ad alcune scuderie, tra cui la Renault una revisione delle dimensioni del diffusore posteriore.

## Scheda tecnica
- Lunghezza: 5.050 mm
- Larghezza: -
- Altezza: 950 mm
- Peso: 620 Kg min.
- Carreggiata anteriore: 1.450 mm
- Carreggiata posteriore: 1.400 mm
- Passo: -
- Telaio: materiali compositi, a nido d'ape con fibre di carbonio
- Trazione: posteriore
- Frizione: A+P
- Cambio: longitudinale, 7 marce e retromarcia (comando semiautomatico sequenziale a controllo elettronico)
- Differenziale:
- Freni:
- Motore: Renault RS27 - 18.000 RPM
  - Num. cilindri e disposizione: 8 a V 90º
  - Cilindrata: 2.400 cm³
  - Alesaggio: -
  - Distribuzione:
  - Valvole:
  - Materiale blocco cilindri:
  - Olio: Total
  - Benzina: Total
  - Peso: 95 kg (minimo regolamentare)
  - Alimentazione:
  - Accensione: Elettronica
- Sospensioni: 2+1 ammortizzatori e barre di torsione sia anteriore che posteriore
- Pneumatici: Bridgestone
- Cerchi: 13"

## Piloti
- Robert Kubica -  - n. 11
- Vitalij Petrov -  - n. 12
- Ho-Pin Tung -  - collaudatore
- Jérôme d'Ambrosio -  - collaudatore fino al Gran Premio d'Italia
- Jan Charouz -  - collaudatore dal Gran Premio di Singapore

## Stagione 2010

### Test
I primi test affrontati sono stai quelli previsti a Valencia dal 1 al 3 febbraio. Nei primi due giorni la vettura è stata testata da Robert Kubica, mentre nell'ultimo da Vitalij Petrov. Dopo un'iniziale difficoltà i tempi fatti registrare si sono conformati a quelli degli avversari più titolati. Il miglioramento della vettura è stato testimoniato anche dai buoni riscontri cronometrici della sessione di Jerez in cui i due piloti si sono alternati alla guida (primo e terzo giorno Petrov, secondo e quarto Kubica).
Nella seconda sessione di prove a Jerez Petrov fa segnare il secondo tempo il secondo giorno, su pista bagnata. Secondo tempo anche per Kubica il quarto e ultimo giorno. Nell'ultima sessione, a Barcellona, la R30 viene impegnata in test di durata e non ottiene risultati cronometrici di rilievo.

### Campionato
La vettura si dimostra abbastanza competitiva con Robert Kubica. Il polacco conquista diversi arrivi a punti e il secondo posto nel Gran Premio d'Australia. Con il ritorno in Europa la vettura continua a essere performante tanto che Kubica conquista il terzo posto nel Gran Premio di Monaco.
Vitalij Petrov ottiene i suoi primi punti in Cina ed è autore del giro più veloce nel gran premio di Turchia, il trentesimo nella storia della scuderia francese. L'exploit è dovuto al cambio di gomme a cui il russo è costretto per una foratura determinata da un contatto con Fernando Alonso, mentre i due sono in lotta per l'ottava posizione, negli ultimi giri del gran premio. Rientrando ai box Petrov monta gomme morbide e, complice la poca benzina rimasta nello serbatoio, fa segnare il miglior tempo sul giro in gara. Robert Kubica conquista il giro più veloce nella gara seguente, in Canada.
La vettura nella parte centrale della stagione continua a ottenere molti arrivi a punti, soprattutto con Kubica, che conquista anche il terzo posto in Belgio, dove una sbavatura del pilota al rientro ai box per il cambio gomme, fa perdere l'opportunità di conquistare il secondo posto.
A Singapore Kubica è autore invece di una bella rimonta negli ultimi giri. Dopo una foratura, che lo aveva fatto precipitare fuori della zona punti, con una serie di bei sorpassi recupera il settimo posto.  Nell'ultimo gran premio della stagione, a Abu Dhabi, le vetture chiudono entrambe nelle prime sei posizioni, per l'unica volta nella stagione.

## Test Pirelli
Nel 2012 una R30 viene acquistata dalla Pirelli, fornitore unico degli pneumatici, quale vettura test, per sostituire la Toyota TF109. La vettura viene adattata per conformarsi ai nuovi regolamenti tecnici.

## Risultati F1
| Anno | Team    | Motore              | Gomme | Piloti |     |     |     |   |    |    |    |    |    |     |    |     |   |    |    |     |     |    |   | Punti | Pos. |
| ---- | ------- | ------------------- | ----- | ------ | --- | --- | --- | - | -- | -- | -- | -- | -- | --- | -- | --- | - | -- | -- | --- | --- | -- | - | ----- | ---- |
| 2010 | Renault | Renault RS27 2.4 V8 | B     | Kubica | 11  | 2   | 4   | 5 | 8  | 3  | 6  | 7  | 5  | Rit | 7  | Rit | 3 | 8  | 7  | Rit | 5   | 9  | 5 | 163   | 5º   |
| 2010 | Renault | Renault RS27 2.4 V8 | B     | Petrov | Rit | Rit | Rit | 7 | 11 | 13 | 15 | 17 | 14 | 13  | 10 | 5   | 9 | 13 | 11 | Rit | Rit | 16 | 6 | 163   | 5º   |

| Legenda | 1º posto     | 2º posto | 3º posto    | A punti         | Senza punti/Non class.  | Grassetto – Pole position Corsivo – Giro più veloce |
| Legenda | Squalificato | Ritirato | Non partito | Non qualificato | Solo prove/Terzo pilota | Grassetto – Pole position Corsivo – Giro più veloce |